# Juri Mefodjewitsch Solomin

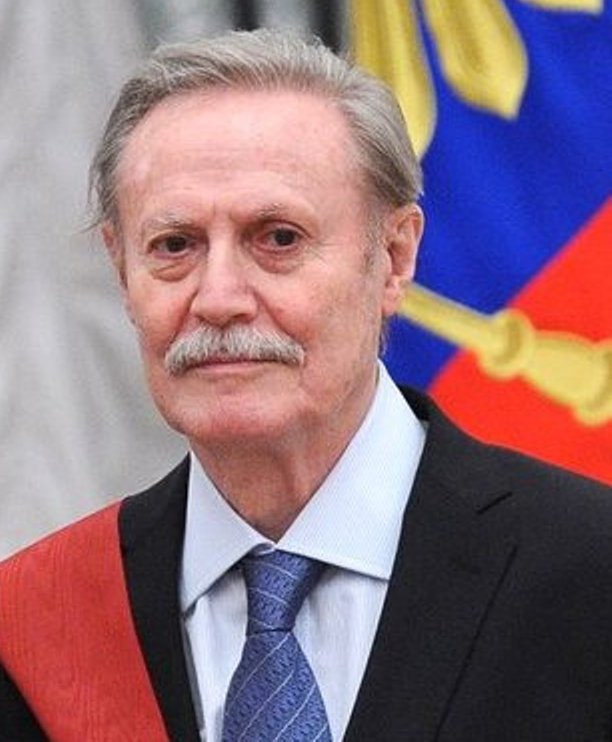
Juri Solomin bei einer Auszeichnung im Kreml (2015)

Juri Mefodjewitsch Solomin (russisch Юрий Мефодьевич Соломин; * 18. Juni 1935 in Tschita, Region Ostsibirien, Russische SFSR, Sowjetunion; † 11. Januar 2024 in Moskau, Russland) war ein sowjetischer bzw. russischer Schauspieler und Regisseur. Von 1988 bis zu seinem Tod war er künstlerischer Leiter des Maly-Theaters in Moskau. 1990/1991 war er der Kulturminister der RSFSR.

## Leben
Juri Solomins Eltern waren Musiklehrer. Noch als Schüler begeisterte er sich für das Theater. Nach seiner Schulzeit zog er nach Moskau und studierte von 1953 bis 1957 Schauspielkunst an der Schtschepkin-Schule beim Maly-Theater. Nach Abschluss des Studiums gehörte er dem Schauspielensemble des Maly-Theaters an. Ab 1980 betätigte er sich auch als Theaterregisseur und übernahm im Jahr 1988 die künstlerische Leitung des Maly-Theaters.
Ab 1960 war Solomin auch als Filmschauspieler aktiv. Unter anderem spielte er die Rolle des russischen Offiziers und Geographen Wladimir Arsenjew in Akira Kurosawas Streifen Dersu Usala. Er wirkte als Schauspieler vor der Kamera bis zum Jahr 2010 in mehr als 60 Film-und-Fernsehproduktionen mit. Er führte bei drei Spielfilmen zudem die Regie.
Von Juli 1990 bis November 1991 war Solomin der Kulturminister der RSFSR.
Sein jüngerer Bruder Witali Solomin war ebenfalls Schauspieler.
Am 11. Januar 2024 starb Juri Solomin im Alter von 88 Jahren an den Folgen eines Schlaganfalls.

## Auszeichnungen (Auswahl)
- 1971 – Verdienter Künstler der RSFSR
- 1974 – Volkskünstler der RSFSR
- 1985 – Orden der Völkerfreundschaft
- 1988 – Volkskünstler der UdSSR
- 1995 – Verdienstorden für das Vaterland 4. Klasse
- 1999 – Verdienstorden für das Vaterland 3. Klasse
- 2002 – Staatspreis der Russischen Föderation
- 2005 – Verdienstorden für das Vaterland 2. Klasse
- 2010 – Orden der Ehre
- 2011 – Orden der Aufgehenden Sonne 3. Klasse[2]
- 2015 – Verdienstorden für das Vaterland 1. Klasse
- 2020 – Held der Arbeit der Russischen Föderation

## Filmografie (Auswahl)
- 1960: Schlaflose Nacht
- 1966: Treue einer Mutter
- 1967: Die Willensstarken
- 1967: Frühling an der Oder
- 1969: Adjutant seiner Exzellenz
- 1971: Dauria
- 1974: Blockade
- 1975: Dersu Usala
- 1977: Der Leidensweg
- 1978: Das gewöhnliche Wunder
- 1977: Fledermaus
- 1983: Mondscheinbogen (Lunnaja raduga)